# Pluralis modestiae
Pluralis modestiae (від лат. «множина скромності») - вживання множини замість однини при зверненні до себе, що має на меті применшити значення власної особи або власних заслуг в описуваних подіях, зроблених висновках тощо. Найчастіше вживається в письмовій мові, авторами книг, наукових дисертацій тощо. Протилежна форма звучить як pluralis maiestatis.